# Sebastiano Folli
Sebastiano Folli (auch Bastiano Folli, * 1568 oder 1569 in Siena; † 2. Februar 1621 ebenda) war ein italienischer Maler.

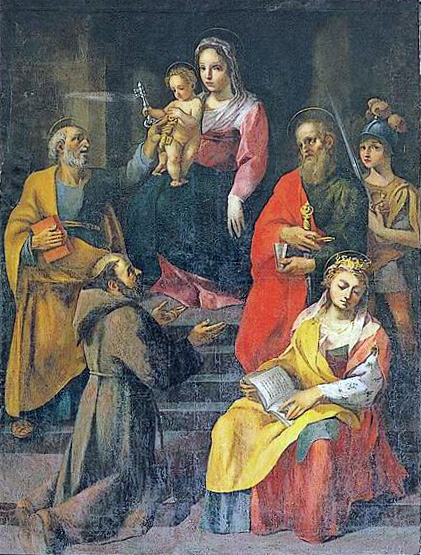
Gemälde Madonna mit dem Jesusknaben, der Petrus den Schlüssel überreicht, Chiesa di San Biagio in Campiglia d’Orcia, Ortsteil von Castiglione d’Orcia

## Leben
Folli wurde als Sohn des Girolamo Folli geboren. Er war Mitglied der Compagnia di Santa Caterina in Fontebranda der Contrada Oca (Gans) und deren Priore von November 1599 bis Februar 1600. Von 1589 bis 1594 hielt er sich wahrscheinlich in Rom auf, um in der Biblioteca Vaticana, im Palazzo Lateranense und in Santa Maria Maggiore für Alessandro Ottaviano de’Medici (später Papst Leo XI. genannt) zu arbeiten. Danach kehrte er nach Siena zurück, wo er im Umfeld des gleichaltrigen Ventura Salimbeni und dessen älteren Halbbruder Francesco Vanni sowie mit Rutilio Manetti wirkte. Erste Werke wurden ab 1598 dokumentiert, als er für die Compagnia del Santissimo Sacramento di Piancastagnaio einen Gonfanon erstellte und in Siena im Sala del Consiglio im Palazzo Pubblico arbeitete.
Von 1602 an arbeitete er am Santuario di Santa Caterina. Seine zweite Romreise fand im April 1605 statt, fand aber aufgrund des plötzlichen Todes seines Gönners Leo XI. ein abruptes Ende. Nach Siena zurückgekehrt erstellte er im gleichen Jahr im Convento delle Sperandie (Monastero delle Trafisse) vier Werke. Die 1603 begonnenen Arbeiten in San Sebastiano in Camollia beendete er 1608 mit dem Fresko San Sebastiano davanti all’imperatore Diocleziano (dt. = Hl. Sebastian vor Kaiser Diocletian). Zu seinen wichtigsten Werken gehört die Gloria (auch Trionfo di Santa Lucia) genannten Lünetten in der Chiesa di Santa Lucia (auch Chiesa dei Santi Niccolò e Lucia, Via Pian dei Mantellini) in Siena, die er von 1612 bis 1617 mit seinen Schülern Simondio Salimbeni und Astolfo Petrazzi ausführte. 1614 vollendete er das Werk Madonna in gloria incoronata dal Cristo bambino circondata da Angeli e Santi (dt. = Madonna in der Glorie gekrönt von dem Jesusknaben und in Gesellschaft von Engeln und Heiligen) von Francesco Vanni († 1610) in der Chiesa del Santuccio in Siena, die zunächst von Ventura Salimbeni († 1613) weitergeführt wurden.

## Werke (Auswahl)
- Abbadia San Salvatore, Chiesa di Santa Croce: Pietà e Santi (Leinwandgemälde, zugeschrieben[4])
- Castiglione d’Orcia, Ortsteil Campiglia d’Orcia, Chiesa di San Biagio: Madonna col Bambino che consegna le chiavi a San Pietro (im ersten Jahrzehnt des 17. Jahrhunderts entstanden[5])
- Lucignano, Museo Comunale di Lucignano, Saal 1: Annunciazione[6]
- Radicondoli, Chiesa di Santa Caterina delle Ruote: Martirio di Santa Caterina d’Alessandria (Ölgemälde, 1607 entstanden[7])
- Rapolano Terme, Ortsteil Serre di Rapolano, Chiesa della Compagnia di Santa Caterina della Misericordia: Maria Vergine in Gloria, Santa Caterina che riceve le stigmate davanti al Crocifisso e i Santi Rocco ed Elisabetta[8][9]
- Roccalbegna, Oratorio del Santissimo Crocifisso, heute Museum von Roccalbegna: Madonna della Misericordia, Cristo in Pietà, Due confratelli in adorazione della Croce[10]
- Siena, Basilica di San Domenico:
  - Sposalizio mistico di Santa Caterina d’Alessandria (Linke Seite des Kirchenschiffs, 1609 entstanden)
  - Visione di Santa Caterina da Siena (Rechte Seite der Krypta)
- Siena, Casa Mensini: Compianto sul Cristo morto (Fresko)
- Siena, Chiesa di Santa Lucia (Chiesa dei Santi Niccolò e Lucia):
  - Evangelisti (Fresko, 1619 entstanden)
  - Gloria / Trionfo di Santa Lucia (Lünettenfresko, 1612 entstanden)
- Siena, Chiesa di San Michele al Monte di San Donato: Cristo coronato di spine
- Siena, Chiesa di San Pietro a Ovile: Famiglie di Gesù e di San Giovannino (Leinwandgemälde, 1614 entstanden, im 19. Jahrhundert vom Palazzo Pubblico nach hier verlegt)
- Siena, Chiesa di San Raimondo al Refugio:[11]
  - Gesù restituisce l’abito del povero a Santa Caterina
  - Santa Caterina dona il suo mantello al povero
- Siena, Chiesa di San Sebastiano: Gloria di San Sebastiano con Virtù e angeli (1606 entstanden)
- Siena, Convento delle Monache di Santa Marta: Santa Cecilia che suona (um 1615 entstanden, zum Teil mit Pietro Sorri)
- Siena, Convento delle Sperandie (Monastero delle Trafisse):
  - Immacolata e santi (Leinwandgemälde, 1605 entstanden)
  - Adorazione dei pastori (Fresko, 1605 entstanden)
  - Annunciazione (Fresko, 1605 entstanden)
  - Visitazione (Fresko, 1605 entstanden)
- Siena, Oratorio di Sant’Anna in Sant’Onofrio: Morte di Sant’Onofrio (Leinwandgemälde)
- Siena, Palazzo Piccolomini alla Postierla (Quattro Cantoni):
  - Pietà (1614 entstanden)
  - Visione di San Savino (ca. 1617 entstanden)
- Siena, Palazzo Pubblico:
  - Carlo V. rinnova i privilegi universitari a Siena (Sala del Consiglio, ca. 1598 entstanden)
  - La Vergine in gloria (Sala del Consiglio, zugeschrieben)
  - Madonna col Bambino e angeli (Saal 3, zugeschrieben)
  - Madonna del Rosario (Saal 3, ca. 1606 entstanden)
  - Martirio di San Sebastiano (Saal 3, ca. 1606 entstanden)
  - Vittoria dei Senesi sulle truppe di Enrico VI. (Sala del Consiglio, ca. 1598 entstanden, evtl. auch durch Cristoforo Rustici entstanden)
- Siena, Pinacoteca Nazionale di Siena, Saal 35: La Madonna ed il Bambino appaiono a San Savino (um 1612 entstanden)
- Siena, Santuario di Santa Caterina, Oratorio della Tintoria (Fresken, 1607 entstanden):
  - Missione di Caterina ad Avignone presso Papa Gregorio XI
  - Riconciliazione coi fiorentini ottenuta dalla Santa senese
  - Ritorno di Caterina a Firenze
- Siena, Santa Maria della Scala: Santa Caterina da Siena (Ölgemälde auf Leinwand, ca. 1610 entstanden, befindet sich derzeit in den Räumen neben dem Verbindungsgang)